# Платон (Фивейский)
Архиепископ Платон (в миру Павел Симонович Фивейский; 18 июня 1809, село Чанки, Коломенский уезд, Московская губерния — 12 мая 1877, Кострома) — епископ Русской православной церкви, архиепископ Костромской и Галичский, духовный писатель.

## Биография
Родился 18 июня 1809 года в Московской губернии в семье священника.
В 1822 году поступил в Вифанскую духовную семинариию, затем, в 1830 году, в Московскую духовную академию.
14 августа 1834 года окончил духовную академию со степенью магистра, назначен бакалавром церковной словесности.
8 сентября того же года пострижен в монашество; 14 сентября рукоположен во иеродиакона, 16 сентября — во иеромонаха.
8 ноября 1835 года назначен помощником библиотекаря при академии.
В апреле 1836 года определён в число соборных иеромонахов Донского монастыря.
5 октября 1838 года вступил в должность библиотекаря академии, а с 15 октября являлся действительным членом Академической конференции.
29 июля 1839 года награждён набедренником.
9 ноября 1841 года возведён в сан архимандрита и назначен инспектором Московской духовной академии.
С 21 января 1842 года — ректор Казанской духовной семинарии.
3 мая 1843 года переведен ректором Орловской духовной семинарии. 30 апреля 1844 года по болезни уволен с должности ректора.
С 13 апреля 1847 года — ректор Тамбовской духовной семинарии и настоятель Козловского Троицкого монастыря.
3 декабря 1852 года переведён ректором Владимирской духовной семинарии и настоятелем Переяславского Троицкого Данилова монастыря.
24 мая 1856 года хиротонисан во епископа Старорусского, викария Новгородской епархии.
31 июля 1856 года назначен епископом Ревельским, викарием Санкт-Петербургской епархии.
С 15 февраля 1857 года — епископ Костромской и Галичский.
31 марта 1868 года возведен в сан архиепископа.
Скончался 12 мая 1877 года. Погребен в усыпальнице Успенского кафедрального собора города Костромы.
Архиепископ Платон оставил в Костроме о себе память как об архипастыре мудром, энергичном, требовательном, поднявшем дисциплину среди епархиального духовенства до небывалой прежде высоты.

## Сочинения
- Православное нравственное богословие. — М., 1854 и СПб., 1867.
- О чтении духовных книг // Сборник душеполезных размышлений. — 1886, в. 1. Краткое православное учение о вере и нравственности христианина. — М., 1892. См. также: Православный собеседник. — Казань, 1899, июнь, с. 376.
- Напоминание священнику об обязанностях его при совершении таинства покаяния: в 2 ч. — Кострома, 1859 и М., 1861. См. также: Православный собеседник. — Казань, 1899, июнь, с. 332. Сокращенное изложение догматов веры по учению православной церкви. — Кострома, 1869; М., 1870. См. также: Православный собеседник. — Казань, 1907, декабрь, с. 756. Собрание нескольких слов, поучений и речей. — Кострома, 1869; М., 1870. Краткое правило благочестивой жизни. Историческое описание Троицкого Козловского монастыря. — М., 1849.
- Основание Переяславского Троицкого Данилова монастыря. — М., 1853.
- Взгляд на историю российской церкви. — М., 1834.
- Памятная Книжка для священника, или Размышление о священнических обязанностях. — М., 1860.